# Додж (округ, Міннесота)
Шаблон:StateAbbr_ 44°02′ пн. ш. 92°52′ зх. д. / 44.03° пн. ш. 92.86° зх. д.
Округ Додж (англ. Dodge County) — округ (графство) у штаті Міннесота, США. Ідентифікатор округу 27039.

## Історія
Округ утворений 1855 року.

## Демографія
За даними перепису
2000 року
загальне населення округу становило 17731 осіб, зокрема міського населення було 5481, а сільського — 12250.
Серед мешканців округу чоловіків було 8812, а жінок — 8919. В окрузі було 6420 домогосподарств, 4853 родин, які мешкали в 6642 будинках.
Середній розмір родини становив 3,15.
Віковий розподіл населення поданий у таблиці:
| Стать    | До 15 років | 15-21 | 22-29 | 30-39 | 40-49 | 50-65 | 65-85 | Понад 85 |
| -------- | ----------- | ----- | ----- | ----- | ----- | ----- | ----- | -------- |
| Чоловіки | 2176        | 950   | 763   | 1408  | 1417  | 1179  | 822   | 97       |
| Жінки    | 2166        | 879   | 756   | 1370  | 1379  | 1142  | 1003  | 224      |

## Суміжні округи
- Гудг'ю — північний схід
- Олмстед — схід
- Мовер — південь
- Стіл — захід
- Райс — північний захід

## Виноски
1. ↑  US Decennial Census. US Census Bureau. Архів оригіналу за 26 квітня 2015. Процитовано 15 жовтня 2014.
2. ↑  Historical Census Browser. University of Virginia Library. Архів оригіналу за 1 вересня 2019. Процитовано 15 жовтня 2014.
3. ↑  Population of Counties by Decennial Census: 1900 to 1990. US Census Bureau. Архів оригіналу за 4 серпня 2014. Процитовано 15 жовтня 2014.
4. ↑  Census 2000 PHC-T-4. Ranking Tables for Counties: 1990 and 2000 (PDF). US Census Bureau. Архів оригіналу (PDF) за 6 вересня 2019. Процитовано 15 жовтня 2014.
5. ↑  State & County QuickFacts. Бюро перепису населення США. Архів оригіналу за 7 червня 2011. Процитовано 31 серпня 2013.(англ.) Наведено за англійською вікіпедією.
6. ↑  American FactFinder. Бюро перепису населення США. Архів оригіналу за 21 травня 2008. Процитовано 31 січня 2008.

| США | Це незавершена стаття з географії США. Ви можете допомогти проєкту, виправивши або дописавши її. |